# Ожигово (платформа)
Ожигово — остановочный пункт (платформа) Киевского направления Московской железной дороги. Расположен в одноимённой деревне Троицкого административного округа города Москвы. Открыт для пассажиров в 1964 году.

## Описание
Остановочный пункт расположен на электрифицированном постоянным током участке Москва-Сортировочная-Киевская — Бекасово I Московской железной дороги на линии Москва — Сухиничи. Отнесён к Московско-Смоленскому региону МЖД.
Имеются две высокие пассажирские платформы, предназначенные для посадки и высадки пассажиров, следующих в направлении Москвы, Нары и Крестов. Построен низкий пешеходный переход между путями с настилами с обеих сторон и выходами на платформы.
В Ожигово имеют остановку пригородные электропоезда сообщением Москва — Нара, Москва — Малоярославец, Москва — Кресты. Время движения от Киевского вокзала — 66-88 минут. Пассажирские поезда дальнего следования и экспрессы остановки здесь не имеют. Выходы с платформ к деревне Ожигово и СНТ «Отдых» и «Киевское».

## История
Появился на участке между остановочным пунктом Рассудово и станцией Бекасово I в 1964 году благодаря письму, отправленному в газету Гудок жителями деревни Ожигово Кузнецовой и ветераном Великой Отечественной войны Кураниным. До этого все обращения в различные инстанции долгие годы успеха не имели и жителям Ожигово приходилось ходить 3 километра пешком по неосвещённой лесной дороге до Рассудово.
У выхода с платформ на северной стороне можно увидеть следы старинного большака — Новой Калужской дороги, известной в отечественной и зарубежной историографии войны 1812 года, по которой Наполеон отступал из Москвы. Сельцо Ожигово упоминается как местечко, где начинается широкая дорога на Калугу, и населённый пункт, через который проходили солдаты 5-го корпуса Юзефа Понятовского.
В мае 1968 года в окрестностях Ожигово прошёл Третий слёт Московского Клуба самодеятельной песни. Местом сбора участников была объявлена платформа Ожигово Киевского направления МЖД.
18 февраля 2007 года Ожигово стало местом проведения Бакшевской масляницы. Два раза в год на лесной поляне возле платформы Ожигово проходит слёт-концерт Беломорской биологической станции Московского государственного университета.

### Происшествия и катастрофы
7 июля 1998 года на участке Ожигово — Бекасово I произошло столкновение двух электропоездов и щебнеочистительной машины, в результате которого погибли 4 человека.